# Дом Нестерова
Дом Нестерова (ул. Потийская 57) — одно из старейших зданий Донецка. Построено в 1889 году. Также встречается под ошибочным названием «Дом Бальфура». Географические координаты: 47°57′58″ с. ш. 37°48′37″ в. д..
Дом находится в Ленинском районе Донецка и представляет собой двухэтажное здание с примыкающей к нему трёхэтажной башней. Вершина башни обрамлена зубцами. В башню поднимается крутая закрытая деревянная лестница. На каждом этаже, где проходит лестница есть небольшие смотровые окошки. Со второго этажа по этой лестнице можно добраться до чердака. Первоначально по этой лестнице также можно было попасть в нижние ярусы здания. На второй этаж ведёт каменная лестница.
Стены здания выложены из известнякового кирпича. Их толщина составляет 70 сантиметров. Потолки высотой 3 метра.
В декоре дома использовалась плитка, изготовленная на предприятии харьковского предпринимателя Эдуарда Эдуардовича Бергенгейма.
Подвальные помещения были засыпаны после революции. Это нарушило вентиляцию здания.

Одна из башен была разрушена. Предположительно она была похожа внешним видом на церковь святого Георгия в Лондоне.

Дом Нестерова
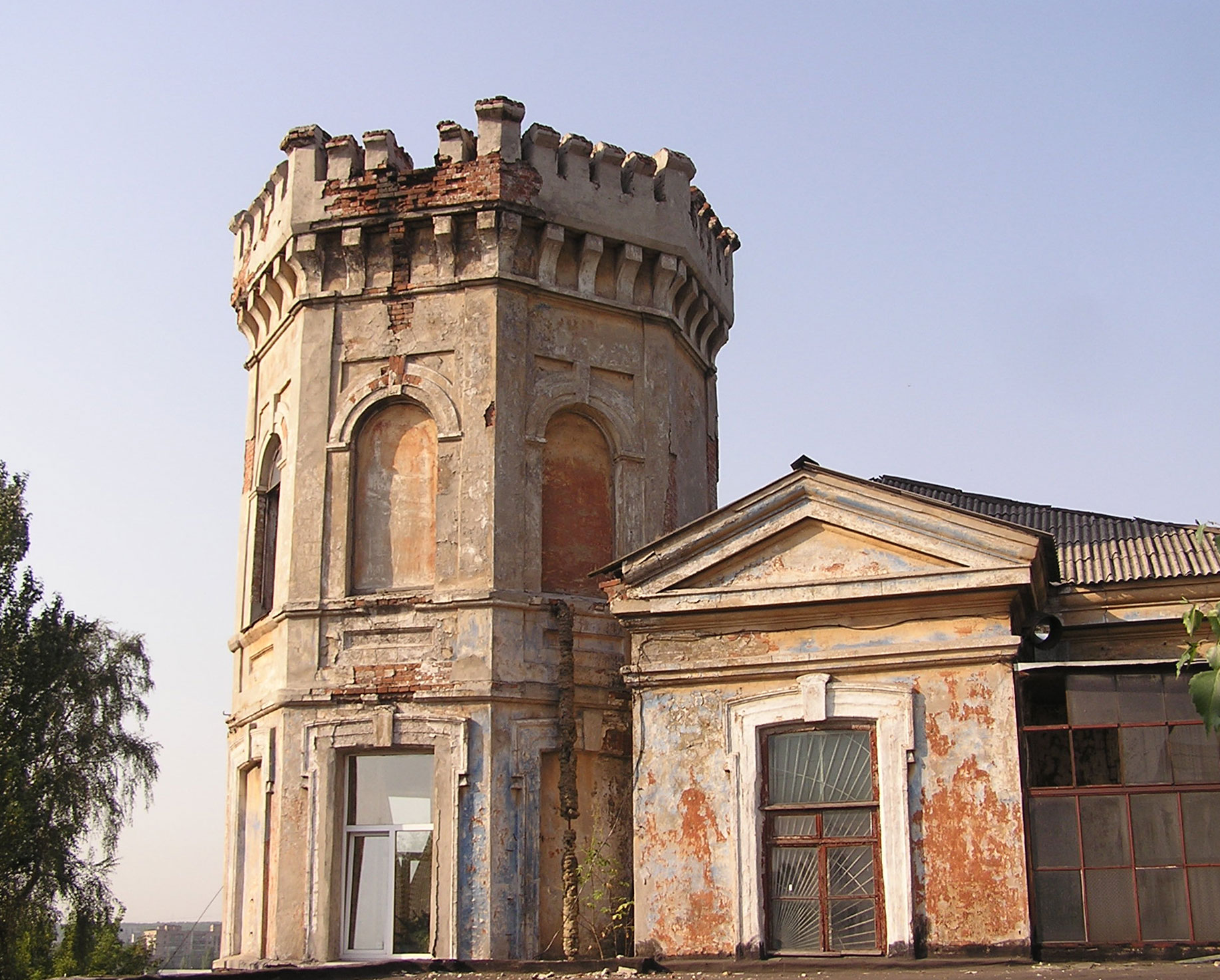
Дом Нестерова, фото 2006 года
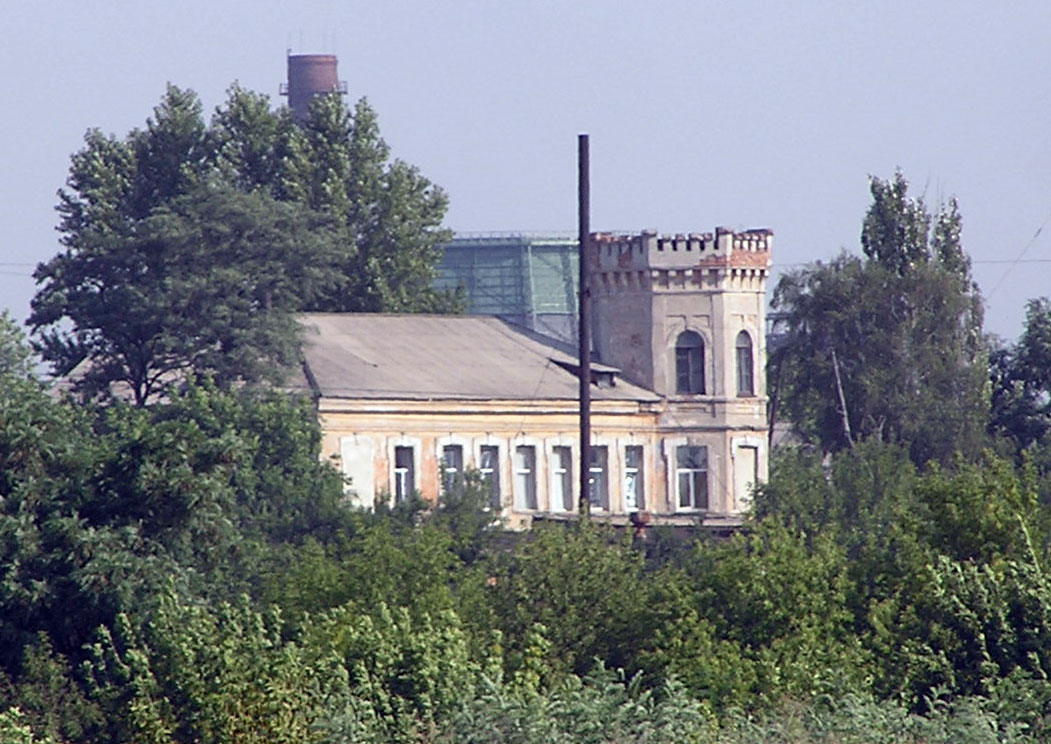
Дом Нестерова, фото 2006 года
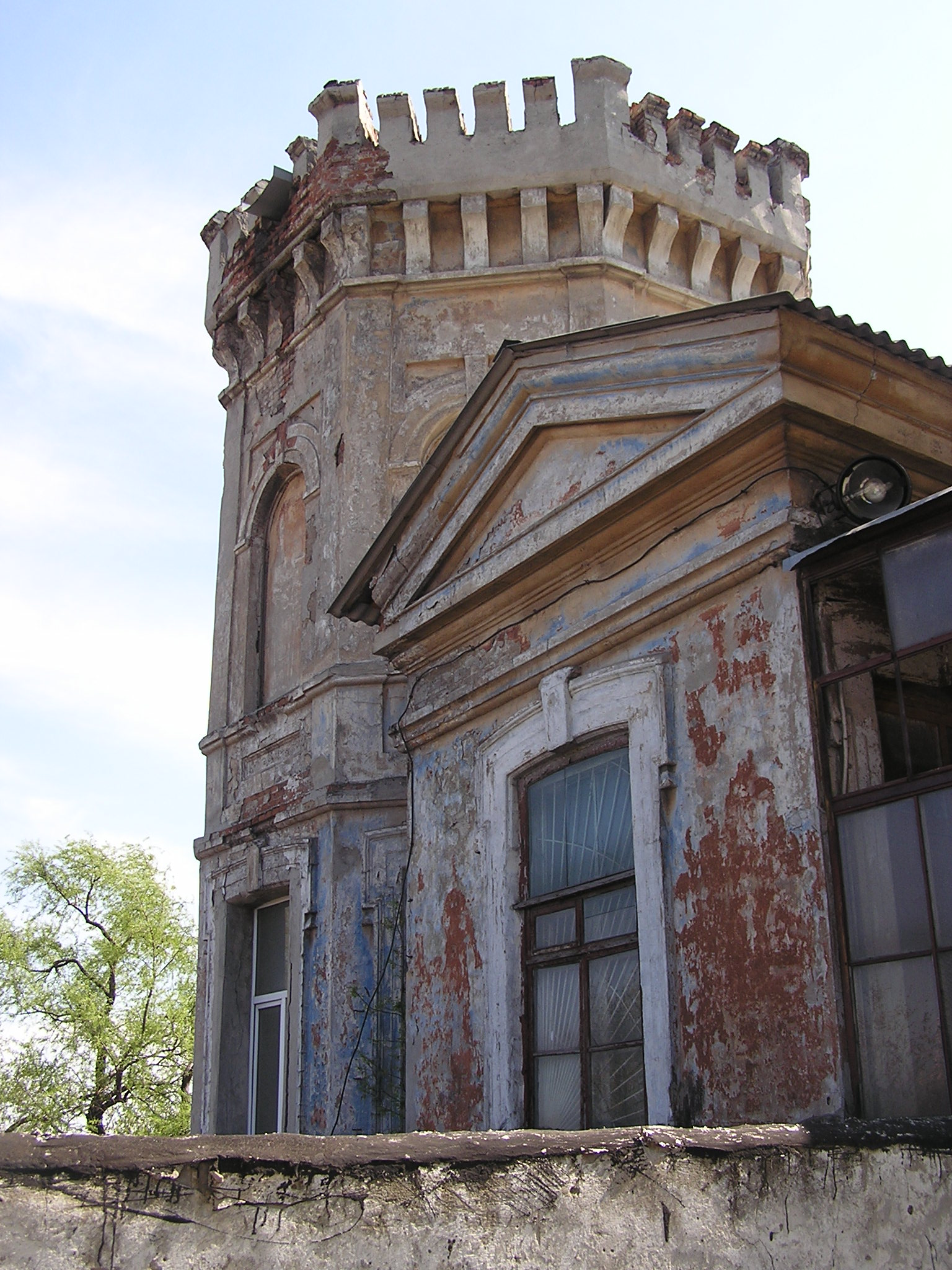
Дом Нестерова, фото 2008 года
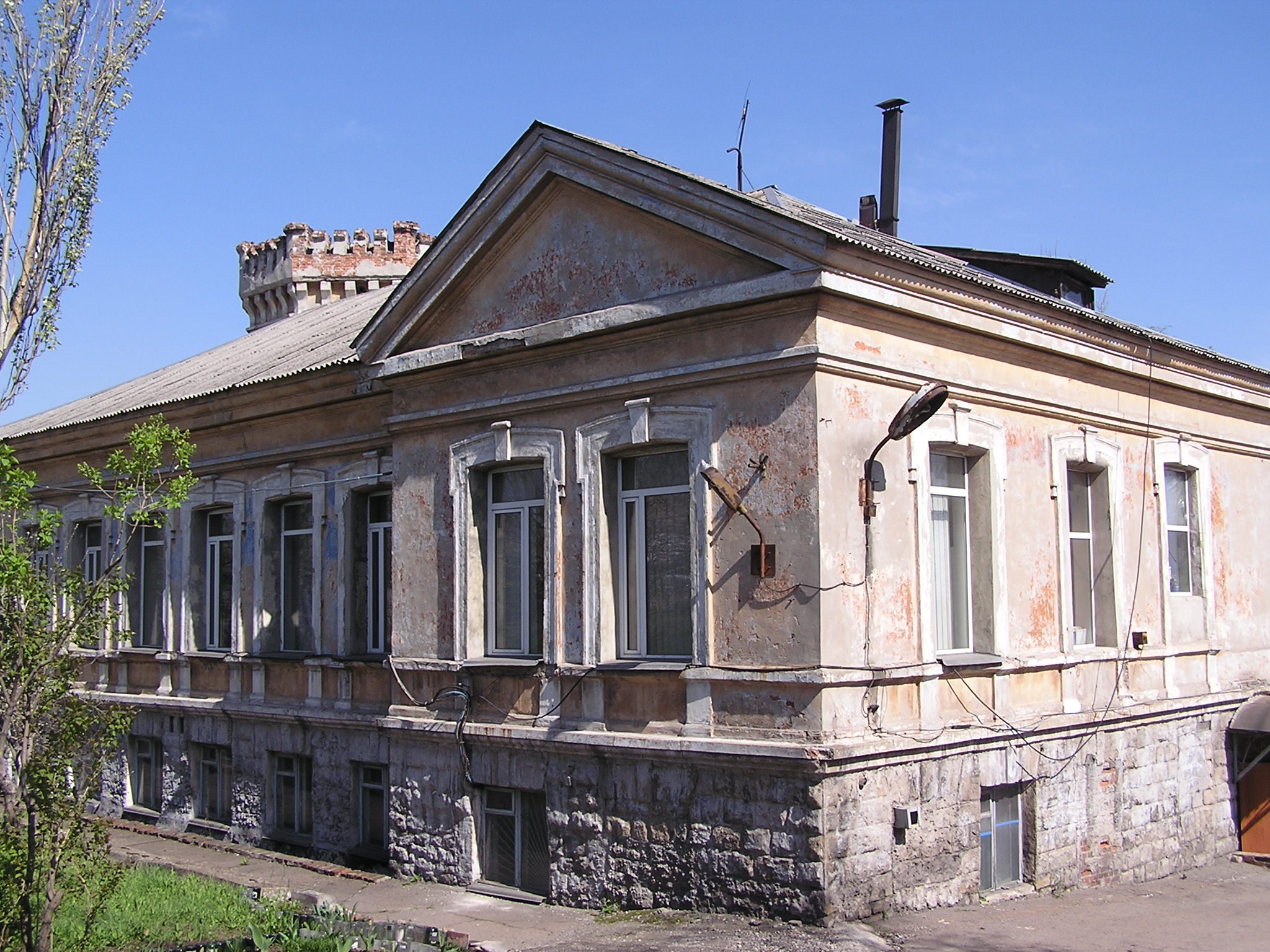
Дом Нестерова, фото 2008 года
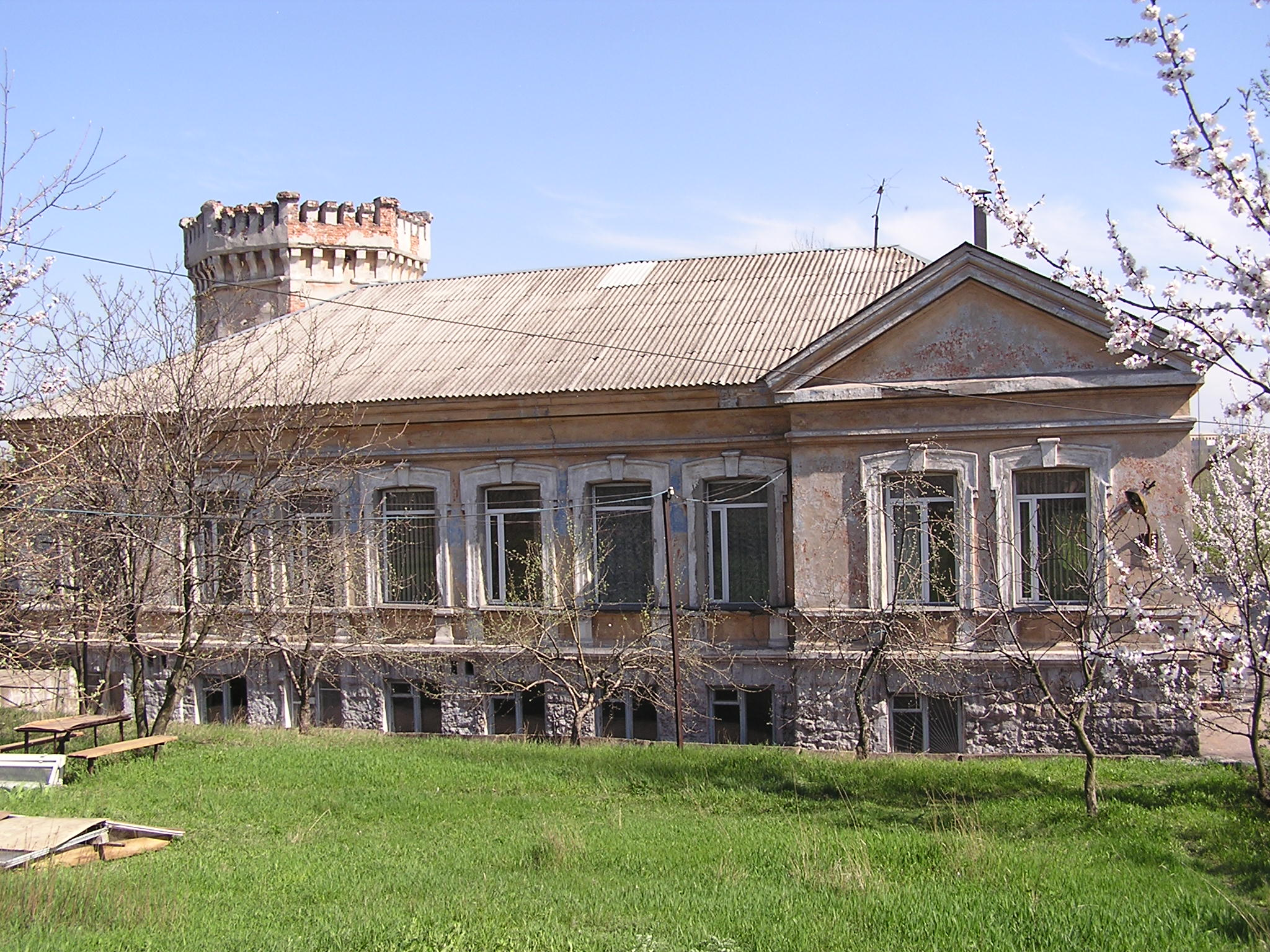
Дом Нестерова, фото 2008 года
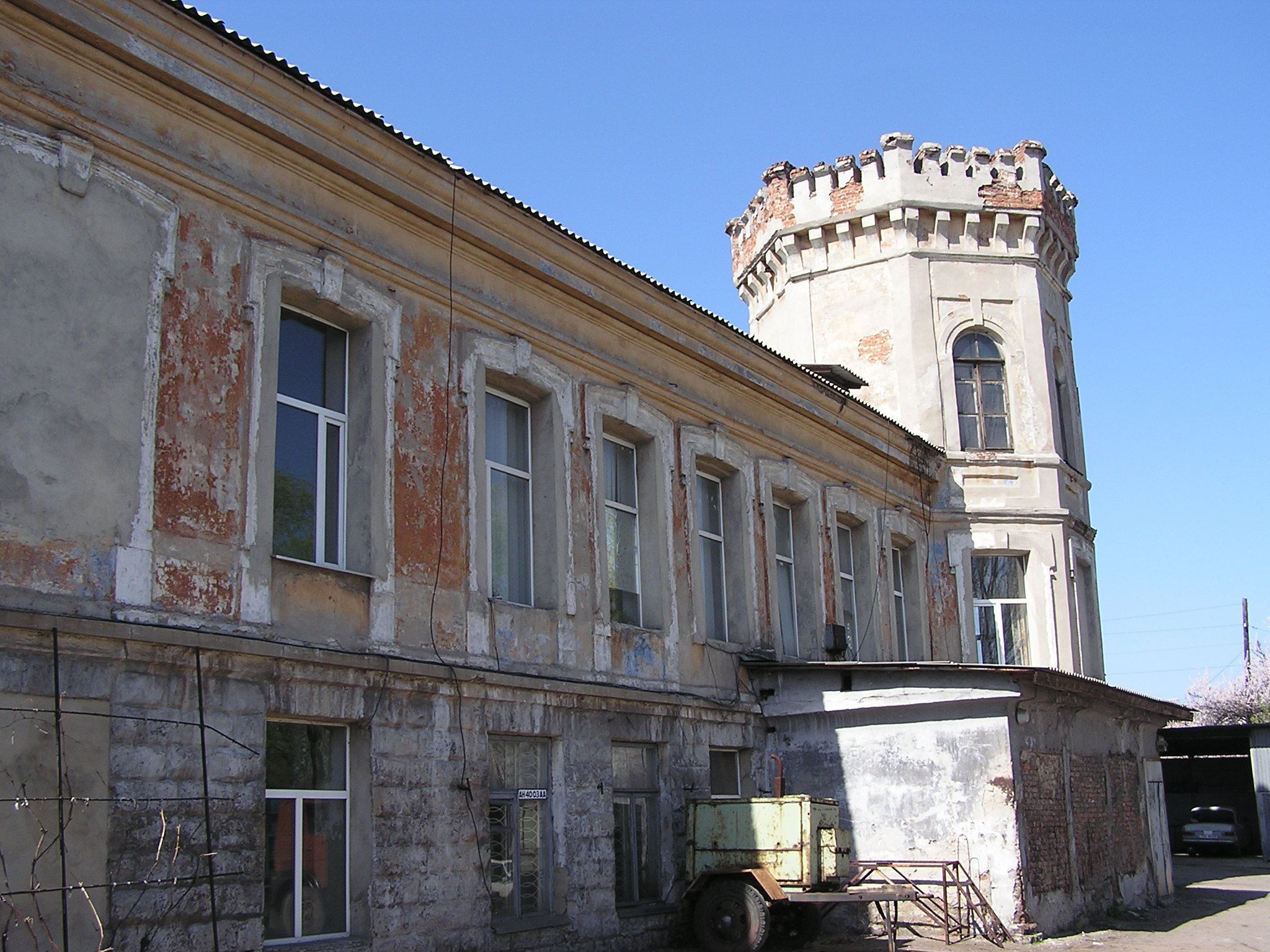
Дом Нестерова, фото 2008 года

В советское время в особняке располагался вытрезвитель и спецприёмник. На втором этаже были оборудованы камеры с двойными решётками. 
В 2006 году там размещалась областная дирекция СМЭУ «Ресурсы-светофор». Конюшни, бывшие при усадьбе используются как жилые дома частного сектора.
По состоянию на 2017 год здание необитаемо и руинируется. На 2024 год здание все так же пустует и разрушается[6]